# Osasco (Brasile)
Osasco è un comune del Brasile nello Stato di San Paolo, parte della mesoregione Metropolitana de São Paulo e della microregione di Osasco.
Osasco confina con i seguenti comuni: San Paolo (nord, est e sud), Taboão da Serra (sud), Cotia (sud-ovest), Barueri e, Carapicuíba (ovest), Santana de Parnaíba (nord-ovest).

## Geografia fisica

### Topografia
Osasco si trova a 760 metri sopra il livello del mare.

### Clima
Osasco ha un clima umido, subtropicale.
| Mese                | Mesi | Mesi | Mesi | Mesi | Mesi | Mesi | Mesi | Mesi | Mesi | Mesi | Mesi | Mesi | Stagioni | Stagioni | Stagioni | Stagioni | Anno  |
| Mese                | Gen  | Feb  | Mar  | Apr  | Mag  | Giu  | Lug  | Ago  | Set  | Ott  | Nov  | Dic  | Inv      | Pri      | Est      | Aut      | Anno  |
| ------------------- | ---- | ---- | ---- | ---- | ---- | ---- | ---- | ---- | ---- | ---- | ---- | ---- | -------- | -------- | -------- | -------- | ----- |
| T. max. media (°C)  | 26   | 27   | 25   | 24   | 23   | 22   | 21   | 22   | 23   | 23   | 25   | 26   | 26,3     | 24       | 21,7     | 23,7     | 23,9  |
| T. min. media (°C)  | 18   | 17   | 16   | 15   | 13   | 11   | 10   | 13   | 14   | 16   | 17   | 16   | 17       | 14,7     | 11,3     | 15,7     | 14,7  |
| Precipitazioni (mm) | 241  | 203  | 142  | 58   | 43   | 38   | 28   | 36   | 58   | 150  | 122  | 198  | 642      | 243      | 102      | 330      | 1 317 |

Fonte: Weather Channel e World Climate

## Storia

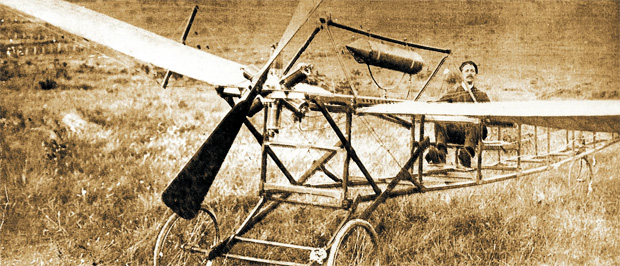
Dimirti Sensaud di Lavaud sul suo aeroplano a Osasco

Osasco fu fondata da emigrati italiani alla fine del XIX secolo, il cui massimo rappresentante fu l'imprenditore Antonio Agù, che operava nel campo dei laterizi insieme al socio, il Barone Sensaud di Lavaud. Ad Agù si deve il nome stesso della città, in omaggio alla cittadina piemontese dalla quale proveniva: Osasco, nell'attuale città metropolitana di Torino.
L'immigrazione straniera ha origini principalmente da: Italia, Spagna, Portogallo, Germania, Irlanda, Armenia (commercio), Libano (commercio), Israele (commercio) e Giappone (campagna).
L'autonomia comunale di Osasco avvenne nel 19 febbraio 1962, quando si separò dalla città di San Paolo.

### Grandi eventi della storia di Osasco
- Sciopero della Cobrasma, 16 luglio 1968. I lavoratori hanno protestato per la morte dei loro colleghi nelle caldaie e la riduzione degli stipendi. Questo atto fu un primo sintomo di resistenza contro il regime militare del tempo.
- Esplosione all'Osasco Plaza Shopping, 11 giugno 1996. La causa fu fuga di gas sotterraneo. 42 persone restarono uccise e altre 300 ferite, alcune in modo grave. Questo incidente ebbe ripercussioni sui media nazionali e internazionali.

## Società

### Evoluzione demografica
- Popolazione: 652.593
  - Urbana: 652.593
    - Uomini: 317.575
    - Donne: 398.018

  - Rurale: 0
- Densità (ab./km²): 10.055,36
- Tasso di mortalità infantile até 1 anno (per mille): 15,62
- Speranza di vita (anni): 71,35
- Tasso di natalità: 1,94
- Tasso di alfabetizzazione: 94,24%
- Indice di sviluppo umano: 0,818(SP: 72°)[2]
  - Reddito: 0,769
  - Speranza di vita: 0,772
  - Educazione: 0,913

Fonte: IPEA DATA - Dati del Censimento 2000

### Etnie e minoranze straniere
Secondo le statistiche della IBGE, la popolazione di Osasco è composta da:
- Bianchi – 66,6%
- Mulatti – 27,5%
- Neri - 4,5%
- Asiatici – 0,8%
- Nativi americani - 0,2%
- popolazione: 713.593

Fonte: IBGE
Abitanti censiti

### Religione
| Religione       | Percentuale | Numero  |
| --------------- | ----------- | ------- |
| Cattolicesimo   | 64,75%      | 422.553 |
| Protestantesimo | 20,54%      | 134.042 |
| Ateismo         | 9,33%       | 60.886  |
| Spiritismo      | 0,90%       | 5.873   |
| Buddhismo       | 0,23%       | 1.500   |
| Ebraismo        | 0,04%       | 261     |

Fonte: IBGE 2000

### Crimine
La città di Osasco, così come in tutta la Regione Metropolitana di San Paolo, ha visto un calo della criminalità dalla fine degli anni novanta, soprattutto nel tasso di omicidi ogni 100 000 abitanti:
- 1999 - 37,61 / 100 000 abitanti
- 2004 - 26,09 / 100 000 abitanti[4]
- 2008 - 14,82 / 100 000 abitanti
- 2010 - 13,98 / 100 000 abitanti[5]

Il tasso di morti violente è sceso da 70,93 / 100 000 abitanti nel 1999 a 37,61 ogni 100 000 abitanti nel 2004 con una riduzione del 47%, secondo Seade.

## Amministrazione pubblica
Sindaci di Osasco:
- Hirant Sanazar (1962-1967)
- Guaçu Piteri (1967-1970)
- José Liberati (1970-1973)
- Francisco Rossi (1973-1977)
- Guaçu Piteri (1977-1982)
- Humberto Parro (1983-1988)
- Francisco Rossi (1989-1992)
- Celso Giglio (1993-1996)
- Silas Bortolosso (1997-2000)
- Celso Giglio (2001-2004)
- Emidio Pereira de Souza (2005 - 2012)
- Jorge Lapas (2013 - 2016)
- Rogério Lins (2017 -

### Gemellaggi
- Gyumri
- Xuzhou
- Viana
- Tsu
- Osasco